# Muscicapa tessmanni
El papamoscas de Tessmann (Muscicapa tessmanni) es una especie de ave paseriforme de la familia Muscicapidae propia de África occidental y central, desde Sierra Leona a la República Democrática del Congo.